# Murfreesboro (Arkansas)
Murfreesboro è una località degli Stati Uniti d'America, capoluogo della contea di Pike, nello Stato dell'Arkansas.